# توماس کینگو
توماس کینگو (انگلیسی: Thomas Kingo; ۱۵ دسامبر ۱۶۳۴ – ۱۴ اکتبر ۱۷۰۳) شاعر، کشیش، متخصص الهیات، و نویسنده اهل دانمارک بود. 
وی به قشر فقیر جامعه اسکاتلند تعلق داشت و روحانیت را در پیش گرفت.

## زندگی‌نامه
وی در تاریخ ۱۵ اکتبر ۱۶۳۴ زاده شد. او در رشته الهیات در دانشگاه گپنهاگ تحصیل کرد و توانست در ۱۶۵۴ از آنجا فارغ التحصیل گردد.